# Talty (Texas)
Talty est une ville située au nord-ouest du comté de Kaufman, au Texas, aux États-Unis,.

## Démographie
Lors du recensement de 2010, la ville comptait une population de 1 535 habitants. Elle est estimée, en 2016, à 2 115 habitants.

### Source de la traduction
- (en) Cet article est partiellement ou en totalité issu de l’article de Wikipédia en anglais intitulé « Talty, Texas » (voir la liste des auteurs).